# Departamento Valle Fértil
Das Departamento Valle Fértil liegt im Osten der Provinz San Juan im Westen Argentiniens ist eine von 19 Verwaltungseinheiten der Provinz. 
Es grenzt im Norden und Osten an die Provinz La Rioja, im Süden und Westen an das Departamento Caucete und im Westen an das Departamento Jáchal. 
Die Hauptstadt des Departamento Valle Fértil ist San Agustín del Valle Fértil. Sie liegt 260 km von der Provinzhauptstadt San Juan entfernt.

## Geographie
Im Norden des Departamentos befindet sich das Naturreservat Ischigualasto, auch als Valle de la Luna bekannt.

## Städte und Gemeinden
Das Departamento Valle Fértil ist in folgende Gemeinden aufgeteilt:
- Valle Fértil
- San Agustín del Valle Fértil
- Astica
- Usno